# Juliana Nero
Juliana Barbara Nero (sinh ngày 14 tháng 6 năm 1979 tại Saint Vincent và Grenadines) là một người chơi crickt Tây Ấn.
Cô đã chơi một trận đấu Thử nghiệm nữ và 43 trận Quốc tế Một ngày dành cho phụ nữ ở Tây Ấn, bao gồm cả World Cup Cricket nữ 2005 ở Nam Phi.